# Sophia Jex-Blake
Pour les articles homonymes, voir Jex-Blake.
Sophia Louisa Jex-Blake, née le 21 janvier 1840 à Hastings et morte le 7 janvier 1912 à Rotherfield, Sussex de l'Est, est un médecin et féministe britannique. Elle est la troisième femme médecin britannique enregistrée à l'ordre des médecins et la première femme exerçant la médecine en Écosse. Elle crée en 1886 la première faculté de médecine britannique pour femmes, l'Edinburgh School of Medicine for Women.

## Biographie

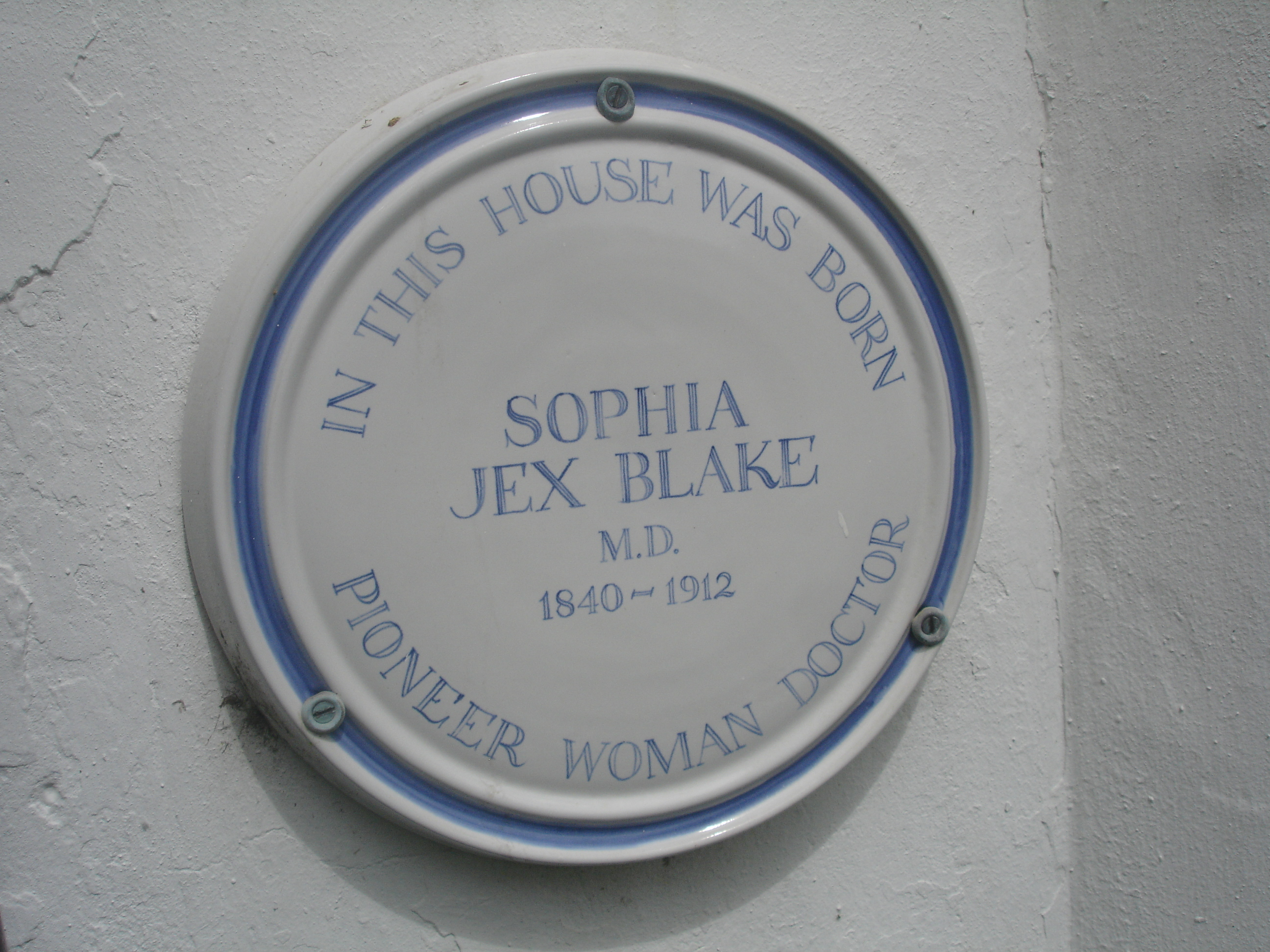
Blue Plaque sur la maison où elle est née, à Hastings.

Elle s'inscrit au Queens' College en 1858, puis y enseigne les mathématiques jusqu'en 1861. Après un séjour aux États-Unis, où elle se voit refuser l'accès aux études de médecine à l'université Harvard, elle rentre en Angleterre, après la mort de son père.

### «Les Sept d’Édimbourg»
Elle sollicite son inscription à l'University of Edinburgh Medical School en mars 1869, mais est déboutée de sa requête par l'université parce qu'elle est une femme. Elle fait alors paraître une annonce dans le magazine The Scotsman, demandant aux autres candidates aux études de médecine de se faire connaître. Lors de la deuxième requête la même année, c'est un groupe de cinq femmes qui postulent, dont Edith Pechey, Matilda Chaplin, rejointes par deux autres jeunes femmes quelque temps plus tard. Ce groupe est appelé les « Sept d'Édimbourg », en référence aux « Sept contre Thèbes ».

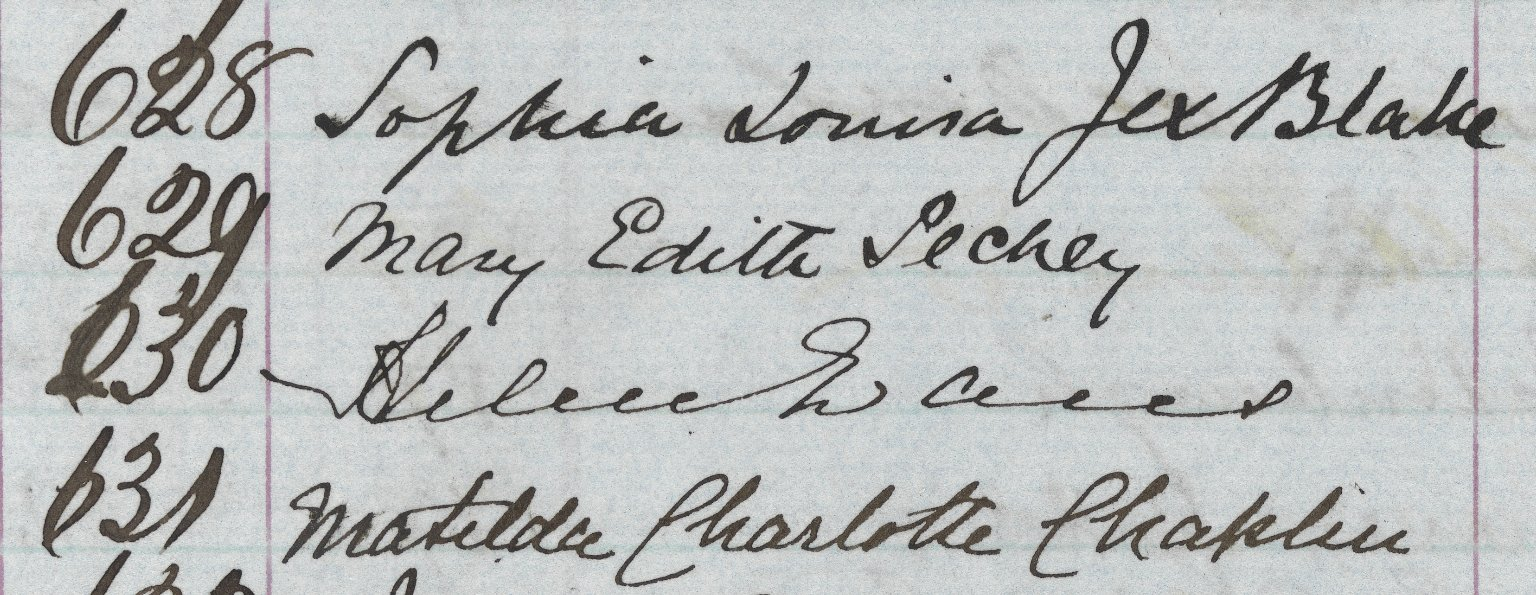
Le registre avec les noms de Sophia Jex-Blake, Edith Pechey, Helen Evans et Matilda Chaplin.

Les postulantes demandent à être autorisées à faire leurs études et leur formation clinique médicales, et à se présenter aux examens qui donnent accès au diplôme de médecin. Lors de la deuxième demande, l'université autorise les sept femmes à préparer le concours d'admission au cursus médical. Elles commencent leurs études de médecine à l'Extramural School of the Royal Colleges of Physicians and Surgeons of Edinburgh et doivent, comme tous les candidats, passer des épreuves obligatoires en anglais, latin et mathématiques, et choisir deux autres matières parmi le grec, le français, l'allemand, la philosophie, etc. Jex-Blake donne des cours de mathématiques aux candidates. Lors de l'examen, le 19 octobre 1869, cinq des candidats sont des femmes, et quatre des candidates obtiennent les meilleurs notes. Le 2 novembre 1869, les cinq étudiantes signent le registre de l'université.
Elle s'investit dans la création de la London School of Medicine for Women (LSMW), première faculté de médecine britannique destinée aux femmes, qui ouvre en 1874. Elle obtient finalement son diplôme de médecine en 1877 à l'université de Berne et en 1877, au Kings and Queens Colleges of Physicians of Ireland (LRCPI) et peut s'enregistrer comme médecin. Déçue de ne pas obtenir de poste à la London School of Medicine, elle retourne en Écosse et ouvre un cabinet médical à Édimbourg avec Alice Stewart Ker, puis un dispensaire pour les femmes. En 1885, elle crée le Edinburgh Hospital and Dispensary for Women and Children, au 6 Grove Street, Fountainbridge dans les faubourgs de la ville. En 1886, elle crée l’Edinburgh School of Medicine for Women.
A l'occasion du 150e anniversaire de leur inscription, l'université d'Édimbourg a décerné des diplômes honorifiques à ces pionnières. Les diplômes ont été remis de manière symbolique, au cours d'une cérémonie, à sept étudiantes de la faculté de médecine d'Édimbourg.

### Création de l'école de médecine pour les femmes d'Édimbourg
Le Royal College of Surgeons of Ireland accepte des étudiantes en 1885, suivi par la faculté de médecine de Glasgow en 1886. La formation médicale donnée à l'« Extramural School » est reconnue officiellement, cependant le statut des femmes étudiantes à la faculté de médecine d’Édimbourg n'est pas établi institutionnellement : certains professeurs les acceptent dans leurs cours, tandis que d'autres leur proposent des cours privés payants. Sophia Jex-Blake profite de cette ébauche de reconnaissance pour réaliser son projet de création d'une faculté de médecine pour les femmes à Édimbourg. Elle en informe la National Association for Promoting the Medical Education of Women mais, sans attendre leur soutien, indique les conditions de participation financière. Alors qu'elle envisageait que les candidates seraient originaires d'Édimbourg, les demandes affluent du Royaume-Uni, d'Inde, d'Australie, de Nouvelle-Zélande et des États-Unis. La National Association soutient Sophie Jex-Blake et constitue un comité exécutif formé de membres de l'association, avec à sa présidence, le Dr Balfour, ancien président du Royal College of Physicians d'Édimbourg. Sophia Jex-Blake occupe les fonctions de secrétaire à l'organisation et de doyenne de la faculté.
En octobre 1886, huit étudiantes, âgées de 18 à 30 ans, commencent le cycle d'études de trois ans. Les cours sont donnés à l'« Extramural », dans le Surgeons' Hall. En 1887, les étudiantes disposent de leur propre laboratoire, d'une bibliothèque, d'un musée anatomique et d'un amphithéâtre pour les cours. Cependant, elles se voient refuser l'accès à la Royal Infirmary d’Édimbourg pour leur formation clinique. Sophia Jex-Blake trouve un accord avec l'hôpital de Leith, quartier au nord d'Édimbourg, qui accepte les étudiantes.
En 1888, elle devient la première femme enseignante d'une faculté de médecine écossaise, et intervient sur les questions qui concernent l'accouchement et les maladies féminines.

### Formation de médecins étrangers
La National Association accorde des bourses d'études, de même que des sociétés missionnaires, qui souhaitent former des médecins pour l'Inde. En effet, des formations médicales ouvertes aux femmes existent en Inde, mais ne leur offrent pas la possibilité d'obtenir un diplôme de médecin. Deux femmes venant d'Inde viennent poursuivre leur cursus médical, en 1888. Une autre étudiante indienne, Rose Govindurajulu, déjà en fonction à l'hôpital de Madras où elle avait commencé sa formation, obtient un congé et une bourse pour passer son diplôme, puis retourne à Mysore, où elle mène une carrière de chirurgienne.

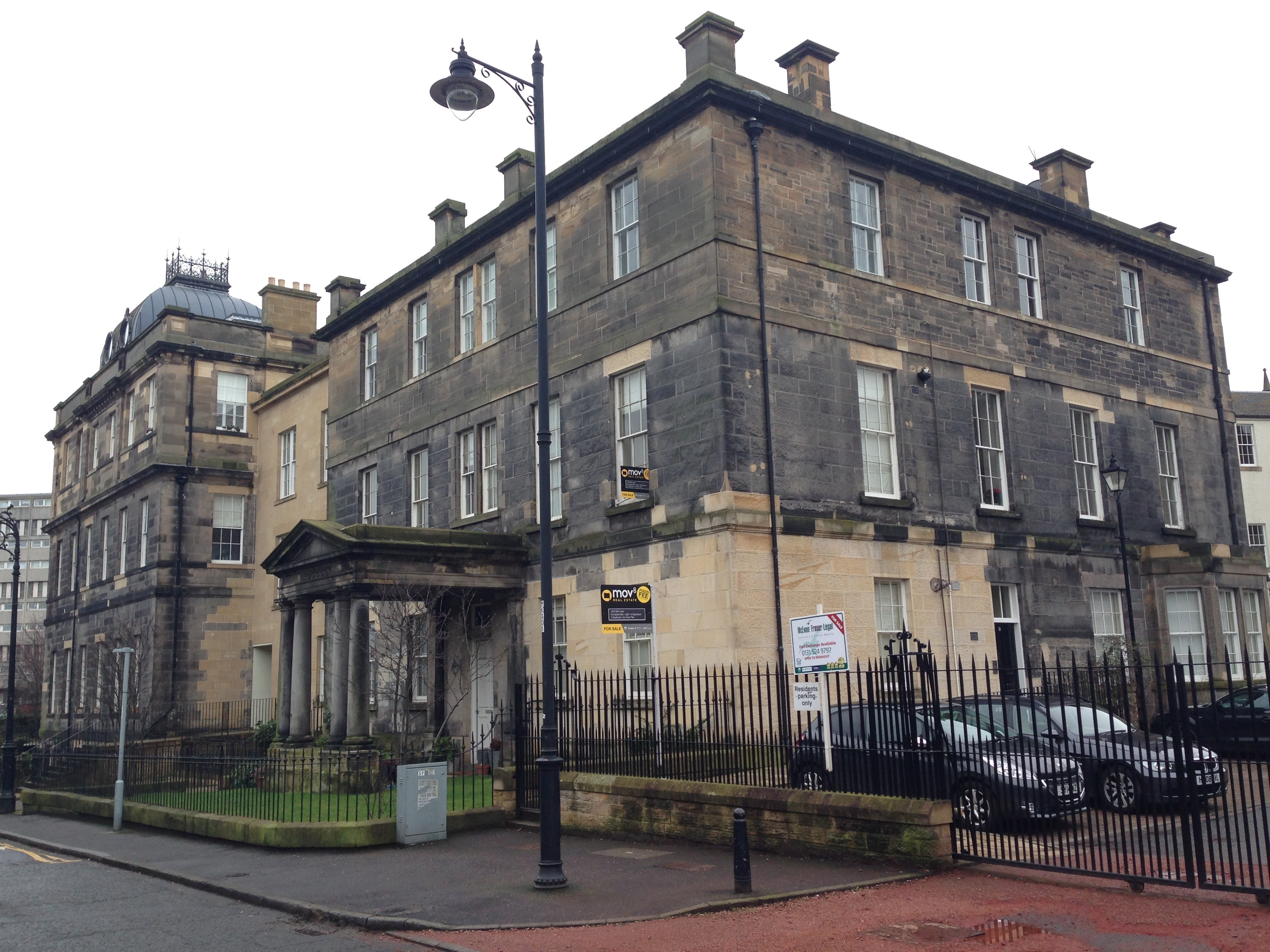
Leith Hospital and Infirmary, Mill Lane, à Édimbourg.

### Une difficile adaptation de l'école
Sophia Jex-Blake impose une discipline de fer aux étudiantes, et est confrontée de ce fait à plusieurs plaintes d'étudiantes, dont certaines prennent la forme d'une saisine de la justice. Elle exige notamment que les étudiantes en formation clinique à l'hôpital de Leith rentrent à 17 h. Lors d'une circonstance où le médecin de l'hôpital avait proposé à quatre étudiantes de prolonger leur observation d'un cas clinique, celles-ci furent suspendues de cours durant une semaine par S. Jex-Blake, malgré l'intervention de la superintendante et du médecin concerné qui avait suggéré la poursuite de l'observation du patient aux étudiantes. Un autre incident se produisit lorsqu'une étudiante souffrante, Mary Sinclair ne put pas passer les examens dans deux des sept matières concernées et donc ne put se présenter à l'examen final pour obtenir le diplôme. Ces événements provoquèrent du mécontentement chez plusieurs étudiantes, notamment chez Grace Cadell et Martha Cadell, deux étudiantes concernées par le retard de Leith. Jex-Blake demanda alors que les sœurs Cadell soient exclues de la formation. Celles-ci firent intervenir leur avocat et demandèrent leur réintégration. Confrontées à un nouveau refus, elles décidèrent de poursuivre l'école en justice, en juillet 1889. Les éléments évoqués au tribunal concernaient la règle du retour à 17 h, mais aussi l'affaire Mary Sinclair. James Jukes, le médecin de l'hôpital de Leith qui avait proposé aux étudiantes de rester au-delà de l'heure prévue fut appelé à témoigner, et il exprima l'avis que les horaires devaient rester flexibles. Entre-temps, Mary Sinclair avait pu repasser les examens qui lui manquaient. Le jugement du tribunal fut rendu en juillet 1890, et les deux sœurs Cadell obtinrent un dédommagement de 50 £ pour leurs frais de scolarité. Ces épisodes firent une mauvaise publicité à l'école de médecine pour les femmes.
En 1889, deux nouvelles facultés de médecine, St Mungo's College et Queen Margaret College, qui acceptaient les étudiantes, ouvrirent à Glasgow. Les étudiants pouvaient faire leur formation clinique au Maternity Hospital et à la Royal Infirmary de Glasgow. Plusieurs étudiantes en médecine quittèrent Édimbourg pour se rapprocher de leurs domiciles. D'autres s'inscrivirent à la faculté de médecine de Londres ou de Dublin. Cependant, de nouvelles étudiantes arrivèrent à Édimbourg qui comptait 28 étudiantes pour l'année académique 1889-1890. Cependant, une étudiante, Elsie Inglis, en désaccord avec la tutelle de Sophia Jex-Blake, décida de créer une nouvelle faculté à Édimbourg, le Medical College (en), à Chambers Street, en 1889, avec le soutien de son père. Sophia Jex-Blake proposa une convention entre les deux écoles de médecine, qui n'aboutit pas. En 1889-1890, le nouveau collège accueillait 15 étudiantes, qui faisaient leur formation clinique au Royal Hospital for Sick Children.
L'hôpital de Leith avait tiré parti de la présence d'étudiantes en médecine en formation : ainsi, le nombre de patients accueillis était passé de 397 en 1886, à 429 en 1887, puis à 460 en 1888. Cependant, les relations entre la direction de l'hôpital et Sophia Jex-Blake s'étaient détériorées, en partie à cause des exigences de Jex-Blake lors du renouvellement de la convention. Aussi, le contrat fut-il rompu en 1892. La Royal Infirmary avait entre-temps accepté d'accueillir les étudiantes durant leur formation clinique, aussi furent-elles également accueillies au dispensaire et à l'hôpital de Grove Street.

### Dernières années et fermeture de l'école de médecine
La durée des études était passée à cinq ans, ce qui posait de nouveaux problèmes, il fallut réorganiser la formation, et le coût des études augmentait en conséquence. Par ailleurs, les frais d'inscription étaient moins élevés à Glasgow ou au collège médical de Chambers Street, ce qui eut un effet sur le nombre d'inscriptions qui déclina progressivement. Une loi universitaire passée en 1889 - la Universities (Scotland) Act obligea les quatre universités écossaises à accueillir des femmes. L'ordonnance qui permet l'application de cette loi entre en vigueur en 1892. Les femmes ont désormais accès à tous les enseignements et diplômes proposés à l'université, sans que la mixité soit établie. En 1894, les femmes sont acceptées en faculté de médecine. La même année, la première femme obtient son diplôme de médecine à l'université de Glasgow. En 1896, Jessie McGregor, étudiante de l'école de médecine pour les femmes, et Mona Geddes, du Medical College obtiennent à leur tour leur diplôme de médecine. Cependant le modèle financier de l'école de médecine ne lui permet plus d'être concurrentiel face à des établissements qui offrent des prix plus attractifs et l'école ferme durant l'été 1898.

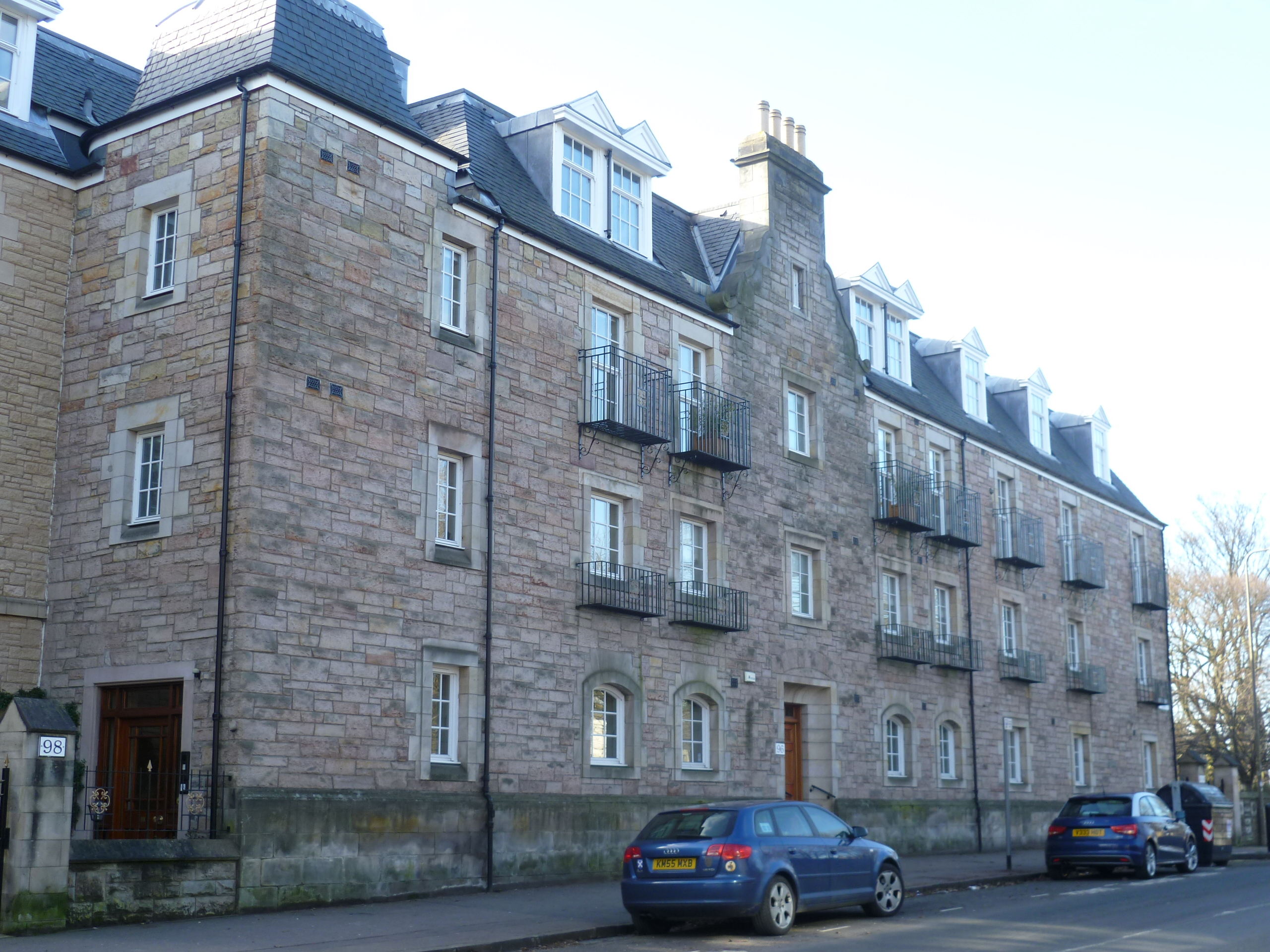
Bruntsfield Hospital

Durant les douze ans de son fonctionnement, l'école de médecin a formé 80 étudiantes en médecine, dont 33 qui firent toute leur formation dans ce cadre, 31 qui finirent leur formation dans un autre établissement, et 16 qui semblent ne pas avoir fini leur formation. 20 étudiantes firent ensuite une carrière de médecin à l'étranger, et huit autres furent médecins dans des hôpitaux britanniques en Inde.
Sophia Jex-Blake avait continué à exercer comme médecin, en pratique privée et à l'hôpital. À cela s'ajoutait une journée par semaine où elle enseignait et s'occupait de tâches administratives à l'école de médecine. Après la fermeture de l'école en 1898, elle décide de prendre sa retraite. Elle organise un fonds à qui elle transmet l'argent restant de l'école, afin de créer un hôpital pour les femmes et les enfants, le Bruntsfield Hospital qui est en activité jusqu'en 1989.

## Vie privée
Son frère, Thomas Jex-Blake (1832-1815), doyen de la cathédrale anglicane de Wells (1891-1911) et pédagogue, est principal de la Rugby School (1874-1887). L'une de ses nièces, Katharine Jex-Blake, fille de Thomas Jex-Blake, a dirigé le Girton College, l'un des 31 collèges constitutifs de l'université de Cambridge et premier collège résidentiel pour femmes britannique, fondé en 1869. Son autre nièce, une sœur de Katharine, Henrietta Jex-Blake, a été vice-principale du collège Lady Margaret Hall d'Oxford. Elle a une longue relation avec Margaret Todd,.

## Postérité
Le cratère vénusien Jex-Blake est nommé en son honneur.

## Publications (sélection)
- A Visit to Some American Schools and Colleges, London, Macmillan and Company, 1867 (lire en ligne)
- Medical Women: A Thesis and a History, 1872 (lire en ligne)
- The Practice of Medicine by Women, 1876 - écrit avec Edith Pechey et Isabel Thorne
- Puerperal Fever: an Inquiry into its Nature and Treatment: A Graduation Thesis, 1877
- The Care of Infants: A Manual for Mothers and Nurses, London, Macmillan and Company, 1884 (lire en ligne)